# Arhitectură constructivistă

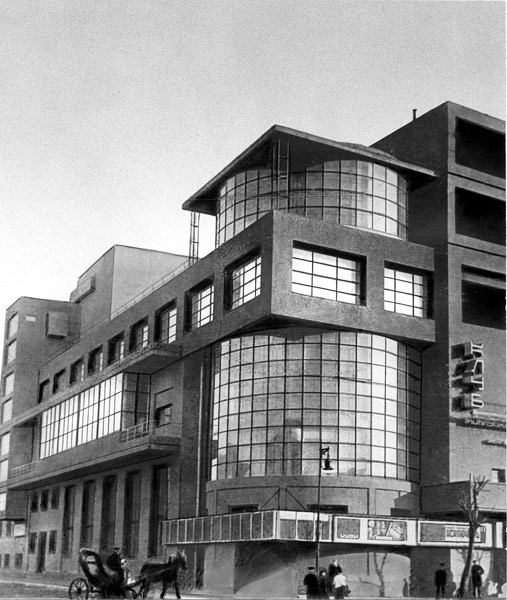
Clubul Muncitorilor Zuiev, designul clădirii aparține lui Ivan Goloșev

Arhitectura constructivistă este un stil de arhitectură, strâns legat de mișcarea artistică omonimă.
Acest stil este legat de apariția artei constructiviste, aceasta la rândul ei fiind legată de futurismul rusesc.

## Descriere
Viziunea arhitecților era de a integra elementele abstract–cubiste cu elementele kinetice, totul fiind raportat la cerințele sociale ale vremii. 
Se remarcă doua direcții primordiale ale stilului, una orientată mai mult social (propunând, ca și Bauhaus, ca arta să fie industrializată) avându-i ca promotori pe Alexander Rodchenko, Varvara Stepanova și Vladimir Tatlin, și cealaltă, care este concentrată în „Realist Manifesto” al teoreticienilor avangardei ruse, și anume a lui Antoine Pevsner și Naum Gabo, axată pe studiul spațiului și al ritmului elementelor.

## Arhitecți care au adoptat stilul constructivist
- Frații Vesnin (Leonid, Victor și Alexander}
- Ilia Goloșov
- Ivan Leonidov
- Jan Duiker
- Alois Balán